# Šuhajda

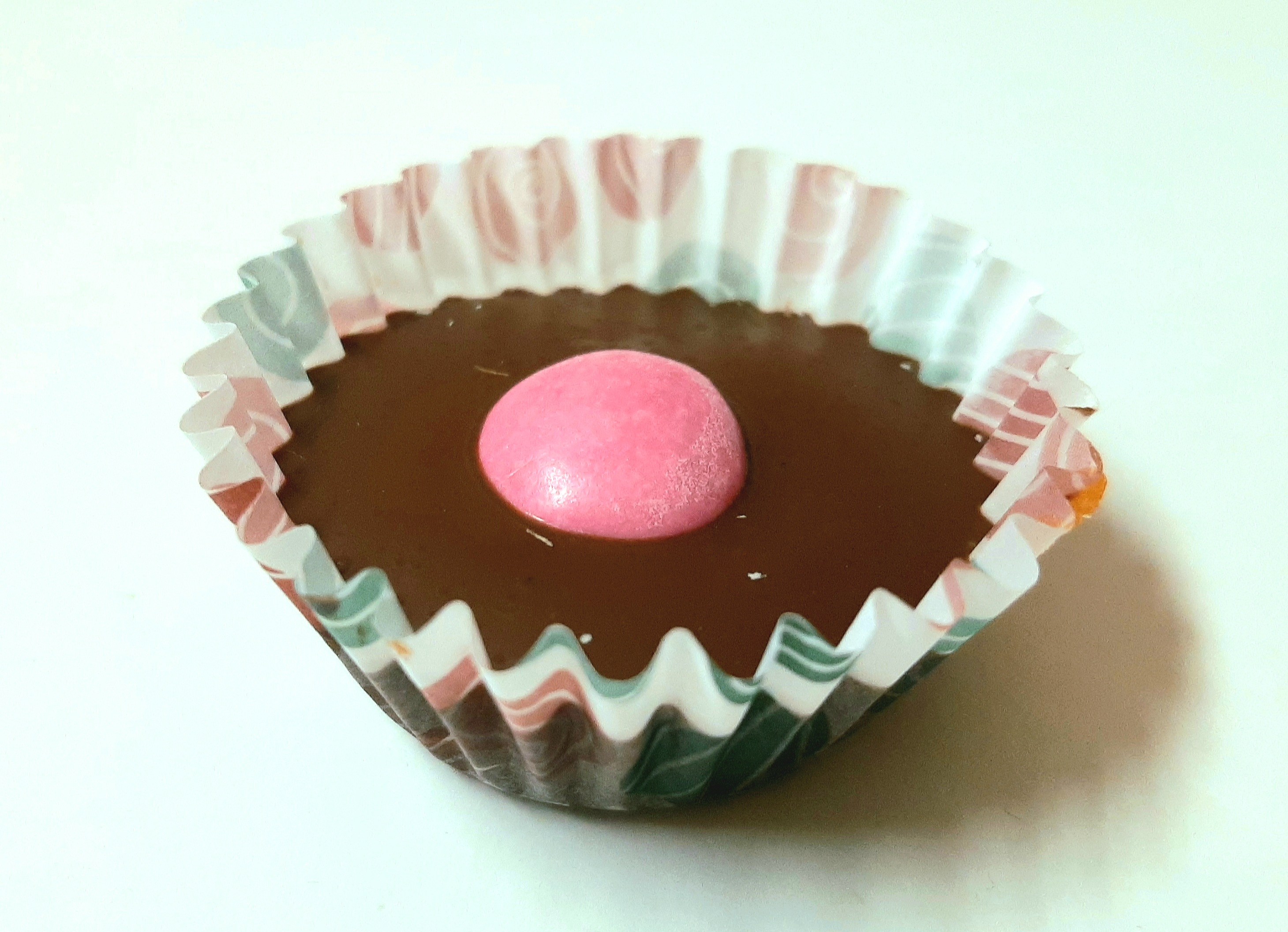
Una šuhajda

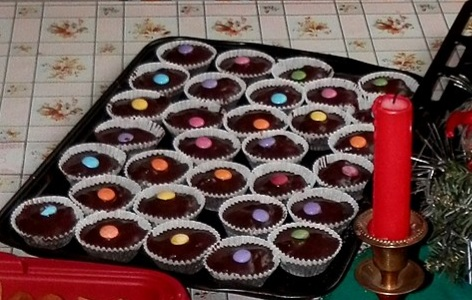
Las šuhajdy en una bandeja para horno sobre la mesa navideña

La šuhajda (AFI: ['ʂuɦajda]), en plural las šuhajdy (AFI: ['ʂuɦajdy]), es un postre festivo eslovaco sin hornear, respectivamente una golosina, en una canasta de papel. Está hecho de chocolate en la parte superior e inferior, y la capa intermedia es jugosa, a nuez, con sabor a rum.
En Eslovaquia y la República Checa, šuhajdy se prepara tradicionalmente durante las vacaciones de Navidad y Semana Santa.

## Preparación
Vierta el chocolate derretido y la margarina en un tercio de la canasta de papel y deje que se endurezca. Poner el relleno de nuez sobre el chocolate y cubrir con la última capa de chocolate. Podemos decorar šuhajda con dulces o nueces.